# Remi Matthews
Remi Luke Matthews (ur. 10 lutego 1994 w Gorleston-on-Sea) – angielski piłkarz występujący na pozycji bramkarza w angielskim klubie Crystal Palace. Wychowanek Norwich City, w trakcie swojej kariery grał także w takich zespołach, jak Burton Albion, Doncaster Rovers, Hamilton Academical, Plymouth Argyle, Bolton Wanderers oraz Sunderland.